# Euhelopodidae
Euhelopodidae („nohy vhodné do močálu“) byla čeleď sauropodních dinosaurů, žijících v období rané až pozdní křídy na území současné východní Asie. Dnes řadíme do této skupiny asi třináct známých rodů sauropodních dinosaurů, zástupců kladu Somphospondyli.

## Historie a popis
Tuto čeleď stanovil roku 1956 americký paleontolog Alfred Sherwood Romer. Typovým druhem je Euhelopus zdanskyi, dále sem byly původně řazeny ještě rody Chiayusaurus, Omeisaurus a Tienshanosaurus. Naopak rody Mamenchisaurus a Shunosaurus, které byly do stejné skupiny rovněž řazeny, dnes již reprezentují jiné vývojové linie sauropodů. Současná definice tohoto kladu zní "všichni neosauropodi blíže příbuzní druhu Euhelopus zdanskyi než druhu Neuquensaurus australis.

## Zástupci
- †Chiayusaurus?
- †Daxiatitan?
- †Erketu
- †Euhelopus
- †Gannansaurus?
- †Jiangshanosaurus
- †Nurosaurus
- †Phuwiangosaurus
- †Qiaowanlong
- †Silutitan
- †Tambatitanis
- †Tangvayosaurus
- †Yongjinglong
- †Yunmenglong